# ユスティノス

Iustini opera, 1636

ユスティノス（ギリシア語: Ιουστίνος, 英語: Justin Martyr、100年? - 165年）は、紀元2世紀のキリスト教神学者。ギリシア教父の系統に属し、「教父」「護教家（あるいは弁証家）」といわれる最初期のキリスト教神学者の一人。また、ユスティノスは信仰を合理的に擁護しようとした第一人者である。
正教会・非カルケドン派・カトリック教会・聖公会・ルーテル教会で聖人として崇敬される。

## 生涯
自身の著述によれば、ユスティノスはサマリア（イスラエルの北方）のフラウィア・ネアポリス（現在のパレスチナ自治区のナーブルス）出身。父はプリスクスという名であった。アテネ・ローマに学び、さまざまな哲学諸派をへてキリスト教にたどりつき、エフェソスで洗礼を受けた。当時盛んだったグノーシス主義を「キリスト教の正当な信仰をゆがめるもの」として激しく批判した。アントニウス・ピウス帝の時代にローマへ赴き、そこでキリスト教を広める私塾を開いた。論破した哲学者の陰謀で捕えられ、165年、ローマで殉教したと伝えられる。そのため「殉教者ユスティノス」と呼ばれることもある。

## 思想

### ロゴス論
ユスティノスの思想の特徴は、キリスト教徒として初めてギリシア思想とキリスト教思想を融合しようとしたことにある。具体的には当時のギリシア哲学の用語であった「ロゴス」をキリスト教思想に取り入れている。ユスティノスに先立ちユダヤ人哲学者アレクサンドリアのフィロンもユダヤ教徒としてユダヤ教思想にロゴスを取り入れ、「神はロゴスを通して自らを表す」と唱えたが、ユスティノスはフィロンと異なり、キリスト教徒としてイエス・キリストこそが完全なロゴスであると考えた。イエスは「普遍的・神的ロゴス、純粋知性、完全な真理」であるとユスティノスはいっている。
彼の著作に見られるスタイルは、ギリシア人に対してキリスト教思想を解説し、誤解や偏見をなくそうとする姿勢（これが護教論的といわれる）が根本にあり、当時の一般的なキリスト教観と対話する形をとっている。
さまざまな哲学諸派を遍歴し、プラトン哲学を自らの思想的土台とした彼は「人間の魂は本質的にキリスト教的なものである」として、キリスト教こそが唯一の真理であると考えた。そして古代の哲学はその真理にいたる前段階であると考え、それらの中に断片的に真理が存在するのは、その中にある「種子的ロゴス」（ロゴス・スペルマティコス）のせいであると考えた。これを「種子的ロゴス論」という。
福音をギリシア哲学と関連づけようというのは、特に東方教会と縁の深い傾向であるが、ユスティノスに、そのような試みをした初期の重要な例を見ることができる。

### 父なる神と子について
神とイエスとの関係についてユスティノスは「聖書は、すべてのものの創造の前に、この子供が父によって生み出されたことを言明している。それに、生み出されたものが生み出したものと数の上で別個のものであることは、どんな人でも認めることである」と述べた通り、ユスティノスは父と子を区別していた。しかし、独立した存在ではなく、本性的に同等であると主張していた。
ユスティノスは「私たちは彼（イエス・キリスト）が生ける神の御子であると学び、理にかなっていたため彼を礼拝します。そして、私たちは彼が2位、預言する霊が3位であると信じています」（1謝罪13、60章を参照）と書いている。さらに、息子と父は同じ「存在/実体」（ousia）でありながら、別個の位格（prosopa）であり、三つの位格（hypostases）であると言い表している。
これは、テルトゥリアヌスとそれ以降の著者たちを先取りするものであり、ユスティノスは、後に成文化され、広まった三位一体の神学用語の多くを最初に使用している。
また、いかにして息子であるイエスが父に由来すると述べ、どのように父と区別できるかを、いくつかの代用を用いた説明も試みている。
「人が言葉を発する時、我々は言葉を生んでいるのであるが、その際に我々の中の言葉が減少するというような、つまり何かを一部失うということはない」と述べ、ある代用では、先にある火を使って新しい火を起こしたとき、新しい火は先にある火を損ねない、と述べている。
この例えを話した相手であるトリュフォンへ、最後にこう言葉をかけている。
「私はあなたに、あなた自身の救いのために、この非常に大きな闘いに全力を尽くすこと、そして、あなた自身の教師達よりも、全能の神であるキリストにもっと高い価値を置き、真剣に取り組むことをお勧めします」

## 著作
現存するもの
- 『ユダヤ人トリュフォンとの対話』 - ユダヤ人のラビ、タルフォンとの二日間にわたる対話の記録で、全142章からなる大著。ユスティノスの聖書解釈を示す著作。
- 『第一弁明』、『第二弁明』 - ローマ皇帝と元老院にあてた形で書かれた護教的（キリスト教を擁護する）著作。異教の立場に立つ著作者にもキリスト教の真理の痕跡が認められると主張。[4]

失われたもの
- 『全異端反駁』
- 『マルキオン反駁』
- 『ギリシア人反駁』
- 『神の威光について』
- 『魂について』